# Don suisse pour les victimes de la guerre
Pour les articles homonymes, voir Don suisse.
 (mai 2024).
Le Don suisse pour les victimes de la guerre, ou plus simplement le Don suisse (en allemand Schweizer Spende et en italien Dono svizzero) est une organisation initiée par le Conseil fédéral suisse le 25 février 1944 dans le but de venir en aide aux populations européennes touchées par la Seconde Guerre mondiale. Les secours envoyés de 1944 à 1948 ont été financés par des organismes publics (Confédération, cantons et communes) et privés (entreprises et particuliers). En 1948, le Don suisse devient l'Aide suisse à l'Europe (aujourd'hui Swissaid).

## Collecte de fonds

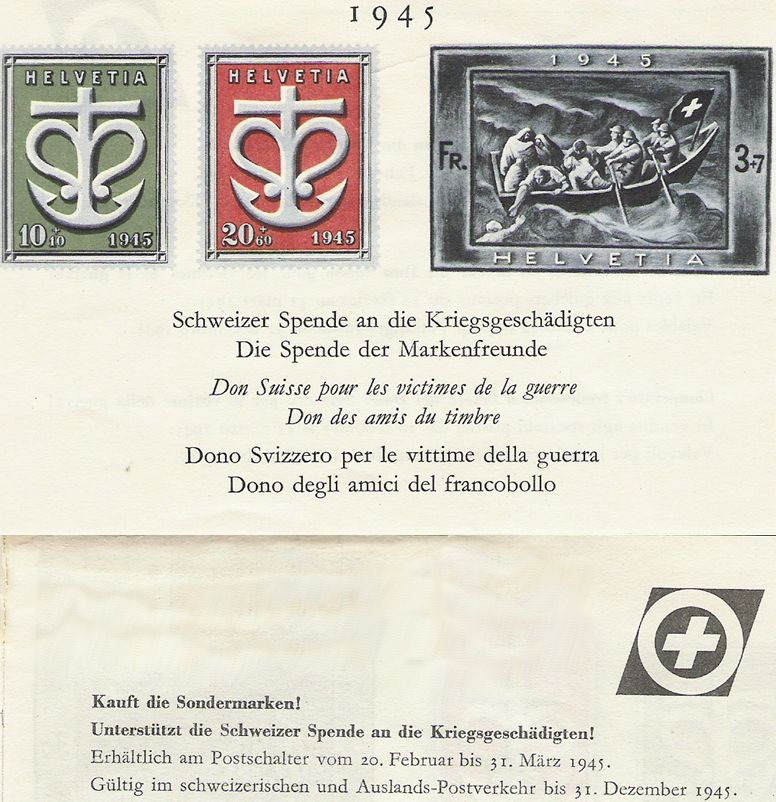
« Don des amis du timbre », 1945

Le message du Conseil fédéral du 4 décembre 1944, accompagné de la diffusion d'une brochure à 1,5 million d'exemplaires, a lancé la plus importante collecte suisse durant la Seconde Guerre mondiale. La Confédération a mis à disposition plus de 150 millions de francs, et la collecte publique de février 1945 à mars 1946 a réuni encore près de 50 millions de francs. Ce sont au total plus d'un milliard de francs de 2005 qui ont été ainsi rassemblés.
L'esprit de cette collecte était patriotique, le Conseil fédéral s'adressant au peuple suisse, mais aussi politique, l'aide allouée devant permettre de sortir le pays de son isolement diplomatique.

## Organisation de l'aide
Le Don suisse était chapeauté par un comité national présidé par un ancien conseiller fédéral, Ernst Wetter. Le directeur de l'office central du Don suisse était Rodolfo Olgiati (1905–1986), depuis 1940 secrétaire général du Cartel suisse de secours aux enfants victimes de la guerre (allemand Schweizerische Arbeitsgemeinschaft für kriegsgeschädigte Kinder), il avait fondé Ayuda suiza para los niños de España, l'aide suisse en faveur des mères et des enfants victimes de la guerre civile espagnole, après avoir été secrétaire du Service civil international depuis 1935.
L'aide du Don suisse s'est adressée à dix-huit pays européens, dont l'Allemagne. Il s'agissait d'une part d'aide humanitaire et d'autre part d'aide à la reconstruction.
La mise en œuvre des actions à l'étranger était déléguée essentiellement à la Croix-Rouge suisse, l'Œuvre suisse d'entraide ouvrière (OSEO, devenu Solidar Suisse), Caritas Suisse et l'Entraide protestante suisse (EPER).
Des personnalités (artistes, photographes) et des bénévoles de diverses professions se sont engagés dans les projets d'aide, comme le montrent les exemples suivants. Regina Kägi-Fuchsmann (1889–1972), secrétaire exécutive de l'Œuvre suisse d'entraide ouvrière, a eu un rôle prépondérant et est devenue la présidente de l'Aide suisse à l'Europe, l'organisation qui a fait suite au Don suisse.  Gertrud Lutz-Fankhauser  (1911-1995) (épouse de Carl Lutz et future présidente de l'Unicef) a participé en 1945 à une mission de médecins en Bosnie, puis elle dirigea une mission du Don suisse en Finlande et en Pologne en 1947-1948. La pédagogue et pacifiste Elisabeth Rotten (1882–1964) a dirigé le « Bureau pour les échanges culturels » du Don suisse, et organisé un voyage de pédagogues allemands en Suisse dans le but de les sortir de leur isolement.